# Joe Flanigan
Joe Flanigan (nacido Joseph Dunnigan III; Los Ángeles, California; 5 de enero de 1967) es un actor estadounidense.

## Biografía
Se crio en un pequeño rancho cerca de Reno (Nevada), con posterioridad acudió al Ojai Valley School en California y a la Universidad de Colorado en Boulder. 
Flanigan se casó con la actriz y pintora Katherine Kousi, con la que ha tenido tres hijos. Se divorciaron en 2014.
Fuera de los rodajes, es un gran esquiador y escalador, también le gusta practicar surf, tenis, montar a caballo y las motos.
Actualmente reside en Los Ángeles siempre que no tiene que acudir a Canadá para interpretar al teniente coronel John Sheppard en la serie Stargate Atlantis.

## Carrera
Joe Flanigan comenzó su carrera como actor mientras se encontraba en Ojai Valley School, donde interpretó a "Stanley Kowalski" en un montaje de Un tranvía llamado Deseo de Tennessee Williams. Después, en la Universidad de Colorado, donde se graduó en Historia, volvió al escenario en el rol de "Coriolanus".
Mientras tanto, compaginaba su trabajo como actor con otros como su trabajo editorial en algunas revistas mientras estudiaba en el Neighborhood Playhouse de Nueva York, donde interpretó a "Eddie" en Rabbit Trap.
Su próximo destino fue Los Ángeles, donde interpretó a Brian Córdobas en la serie de la NBC Sisters, apareciendo también en miniseries de la NBS como Danielle Steeles's Family Album y la película de la semana CBS, Deadline for Murder: From the Files of Edna Buchanan.
Pronto se convirtió en el favorito de la audiencia en papeles de invitado a populares series, dando vida a personajes en series como Profiler, Urgencias, Cupid, Dawson's Creek, Providence, Judging Amy, Tru Calling y CSI Miami. In 2002 interpretó al excéntrico "Julian Lodge" en la producción de CBS First Monday.
A pesar de todo, su carrera no se ha limitado a la televisión, entre sus trabajos, también se encuentra la película A Reason to Believe, The Other Sister (1999) y la independiente Farewell to Harry (2001).
Anteriormente protagonizaba la serie Stargate Atlantis con su personaje el teniente coronel John Sheppard, muy admirado por los espectadores.

## Filmografía
| Año  | Título                                               | Rol                                  | Observaciones                                            |
| 1994 | Surgical Strike                                      | Reed                                 | Videojuego                                               |
| 1994 | Danielle Steel's Family Album                        | Lionel Thayer                        |                                                          |
| 1995 | Deadline for Murder: From the Files of Edna Buchanan | Scott Cameron                        |                                                          |
| 1995 | A Reason to Believe                                  | Eric Sayles                          |                                                          |
| 1995 | Sisters                                              | Brian Cordovas                       | 1995-1996                                                |
| 1997 | The First to Go                                      | Peter Cole                           |                                                          |
| 1997 | Tell Me No Secrets                                   | Adam Stiles                          |                                                          |
| 1997 | Murphy Brown                                         | Scott Hamon                          | Episodio 10.8 "From Here to Jerusalem"                   |
| 1998 | Man Made                                             | Tom Trey Palmer                      |                                                          |
| 1998 | Dawson's Creek                                       | Vince                                | Episodios 2.4 "Tamara's Return" y 2.5 "Full Moon Rising" |
| 1998 | Cupid                                                | Alex DeMouy                          | Episodios 1.6 to 1.9                                     |
| 1999 | The Force                                            |                                      |                                                          |
| 1999 | The Other Sister                                     | Jeff Reed                            |                                                          |
| 1999 | Providence                                           | Dr. David Marcus                     | Episodios 1.8 a 1.11                                     |
| 2000 | Sherman's March                                      | Pete Sherman                         |                                                          |
| 2000 | Profiler                                             | Dr. Tom Arquette                     | Episodios 4.12 a 4.15                                    |
| 2002 | First Monday                                         | Julian Lodge                         |                                                          |
| 2002 | Farewell to Harry                                    | Nick Sennet                          |                                                          |
| 2002 | Birds of Prey                                        | Detective Claude Morton              | Episodio 1.3 "Prey for the Hunter"                       |
| 2002 | Judging Amy                                          | Tobin Hayes                          | Episodio 4.7 "Damage Control"                            |
| 2003 | 111 Gramercy Park                                    | Jack Philips                         |                                                          |
| 2003 | Tru Calling                                          | Andrew Webb                          | Episodio 1.3 "Brother's Keeper"                          |
| 2003 | Thoughtcrimes                                        | Agente NSA Brendan Dean              |                                                          |
| 2004 | CSI: Miami                                           | Mike Sheridan                        | Episodio 2.14 "Slow Burn"                                |
| 2004 | Stargate Atlantis                                    | Mayor/Teniente coronel John Sheppard | (2004-2009)                                              |
| 2005 | Silent Men                                           | Regis                                |                                                          |
| 2006 | Stargate SG-1                                        | Teniente coronel John Sheppard       | Episodio 10.3 "The Pegasus Project"                      |
| 2009 | Almacén 13                                           | Jeffrey Weaver                       | Episodio 1.6 "Elements"                                  |
| 2011 | Change of Plans                                      | Jason Danville                       |                                                          |
| 2011 | Fringe                                               | Robert Danzig                        | Episodio 4.1 "Neither Here nor There"                    |
| 2012 | 6 Bullets                                            | Andrew Fayden                        |                                                          |